# Volkonka (Krasnodar)
Volkonka (del ruso: Волко́нка) es un seló del distrito de Lázarevskoye de la unidad municipal de la ciudad de Sochi del krai de Krasnodar, en el sur de Rusia. Está situado a lo largo del valle de un corto río, el Gódlik, que vierte sus aguas en la costa nororiental del mar Negro, 41 km al noroeste de Sochi y 134 km al sureste de Krasnodar, la capital del krai. Tenía 467 habitantes en 2010.
Pertenece al ókrug rural Kichmaiski.
El seló está dividido en tres partes: Nízhniaya Volkonka (o Baja Volkonka), Srédniaya Volkonka (o Media) y Vérjniaya Volkonka (o Alta).

## Lugares de interés
En los alrededores de la localidad se halla un dolmen monolítico (dolmen de Volkonka), bien conservados, así como restos de una fortaleza bizantina (fortaleza de Gódlik), que se halla entre el seló y el mikroraión Chemitokvadzhe, junto a la desembocadura del río. En las proximidades hay un manantial de agua mineral y varias cascadas.

## Transporte
El mikroraión Volkonka de Sochi, situado en la desembocadura del Gódlik, inmediatamente al sur del seló, cuenta desde 1918 con una plataforma ferroviaria (Volkonka) en la línea Tuapsé-Sujumi de la red del ferrocarril del Cáucaso Norte y la carretera federal M27 Dzhubga-frontera abjasa pasa por la localidad.